# If (TRICERATOPSの曲)
「if」（イフ）は、日本のロックバンド、TRICERATOPSの9thシングル。1999年9月8日 、エピックレコードジャパンよりリリース。 

## 内容
- 前作より約4ヶ月ぶりのリリース。4ヶ月連続リリース第1弾。
- タイトル曲はそれまでの彼らのイメージにはなかったソウルバラード調のナンバーとなった。
- 同時発売で、それまで8cmCDで発売されていたシングル5作が12cm化して再発された。

## 収録曲
1. if (4:37)
2. TOP OF THE WORLD (5:21)
現時点で、ベストを含むどのアルバムにも収録されていない。

全作詞・作曲：和田唱　編曲：TRICERATOPS

## カバー
if
- スキマスイッチ - トリビュート・アルバム『TRIBUTE TO TRICERATOPS』収録（2020年）